# Віллем Елсхот
Віллем Елсхот (нід. Willem Elsschot ˈβ̞iləm ˈʔɛlsxɔt; справжнє ім'я: Альфонс Йозеф де Ріддер / нід. Alphonsus Josephus de Ridder; 7 травня 1882, Антверпен, Бельгія — 31 травня 1960, там же) — бельгійський нідерландськомовний поет і прозаїк, літературний критик; один з видатних письменників бельгійської літератури ХХ століття.

## Біографія
Альфонс-Йозеф де Ріддер народився 7 травня 1882 року в Антверпені в родині пекаря. У середній школі, він розвинув у собі любов до літератури. 
Здобув комерційну освіту. Життя Альфонса-Йозефа покидало — з різними типами робочих місць він поїздив багатьма європейськими містами — від Антверпена та Брюсселя в рідній Бельгії до Роттердама (Нідерланди) та Парижа (Франція). 
Під час Першої світової війни він служив секретарем національного комітету з продовольчої допомоги в Антверпені. Після війни започаткував власне рекламне агентство, яким з більшим чи меншим успіхом управляв до самої смерті.
Віллем Елсхот помер в Антверпені у 1960 році, здобувши національну літературну премію вже посмертно. Його поховано на антверпенському кладовищі Schoonselhof.

## Творчість
У своїх романах «Вілла роз» (1913), «Розчарування» (1921), повістях «Сир» (1933), «Танкер» (1942), новелі «Блукаючий вогник» (1946) Віллем Елсхот правдиво і зі значною долею сатири, подеколи дуже гіркої, зобразив тогочасну бельгійську і західноєвропейську реальність, окреслив проблеми «маленької людини», боротьбу її внутрішнього світу проти обмеженості суспільної моралі, стереотипів соціального та особистого успіху, чим наблизився до екзистенціалізму. Програмним твором письменника по праву вважається роман Lijmen (1924, дослівно «Сильце»; український переклад «Ми ловимо пташок на клей», 1963), у якому зображення авантюрні бажання персонажа вижити і навіть зробити капітал у світі ринкової економіки не докладаючи значних ані фізичних, ні матеріальних зусиль, доведено до абсурду, так само, як і легковірність та готовність бути «прорекламованими» представників різних видів бізнесу.  
Віллем Елсхот є також автором збірки «Ранні вірші» (1934) та книги «Сучасна фламандська література. 1890—1923» (1923).
Твори Елсхота відіграли значну роль у розвитку реалізму в бельгійській літературі. 
Існує україномовний переклад роману Елсхота «Сильце», здійснений Г. Бауманом та С. Нікіташенком, — під назвою «Ми ловимо пташок на клей».

## Цікаві факти
- Віллем Елсхот у реальному житті оперуючи рекламною агенцією, у своїх творах фактично описував прийоми та ситуації, що траплялися з ним або про які дізнавався, хоча нерідко й передаючи куті меду.
- У переважній більшості творів письменника, зокрема в основних діють 2 головні персонажі — Франс Ларманс і Борман, причому це не одні й ті самі особи, а радше уособлення певного набору в людині життєвих підходів, емоцій тощо.
- В СРСР Елсхота вперше переклали українською у 1963 році (роман «Сильце»), а вже 1972 року вийшов грубий том вибраних творів письменника російською у серії «Майстри сучасної прози»[3].
- На честь письменника названо астероїд 6309 Елсхот[4].